# Hugo Steinhaus
Hugo Steinhaus tên đầy đủ là Władysław Hugo Dionizy Steinhaus (14.1.1887 – 25.2.1972) là một nhà toán học và nhà giáo dục người Ba Lan.

## Cuộc đời và Sự nghiệp
Steinhaus sinh tại Jasło, đế quốc Áo-Hung (nay thuộc Ba Lan) trong một gia đình Do Thái, và đậu bằng tiến sĩ ở Đại học Göttingen. Ông làm giáo sư ở các trường Đại học Lviv (1920–41), Đại học Wrocław (1945–61), Đại học Notre Dame (Indiana, Hoa Kỳ) (1961–62), Đại học Sussex (Anh) (1966), và là viện sĩ thông tấn của PAU từ năm 1945 và PAN từ năm 1952, cùng nhiều Viện Hàn lâm Khoa học và các Hội Khoa học quốc tế khác.
Ông là người đồng sáng lập Trường Toán học Lviv và là tác giả của trên 170 công trình về giải tích, Lý thuyết xác suất cùng Thống kê.
Bản luận án tiến sĩ của ông được hoàn thành dưới sự hướng dẫn của David Hilbert.
Ông mô tả toán học như một "khoa học về các vật không tồn tại" (science of nonexistent things).

## Các công trình chủ yếu
- Czym jest, a czym nie jest matematyka (What Mathematics Is, and What It Is Not, 1923).
- Theorie der Orthogonalreihen (with Stefan Kaczmarz, 1935).
- Kalejdoskop matematyczny (A Mathematical Kaleidoscope, 1938).
- Mathematical Snapshots (1939).
- Taksonomia wrocławska (A Wroclaw Taxonomy; with others, 1951).
- Sur la liaison et la division des points d'un ensemble fini (with others, 1951).
- Sto zadań (A Hundred Problems, 1958).
- One Hundred Problems In Elementary Mathematics (1964).
- Orzeł czy reszka (Heads or Tails, 1961).
- Słownik racjonalny (A Rational Dictionary, 1980).

Ông lập ra Studia Mathematica cùng với Stefan Banach (1929), và Zastosowania matematyki (Applications of Mathematics, 1953).